# Scinax elaeochraoa
Scinax elaeochrous là một loài ếch trong họ Nhái bén.
Nó được tìm thấy ở Colombia, Costa Rica, Nicaragua, và Panama.
Các môi trường sống tự nhiên của chúng là rừng ẩm vùng đất thấp nhiệt đới hoặc cận nhiệt đới, các khu rừng vùng núi ẩm nhiệt đới hoặc cận nhiệt đới, đầm nước ngọt có nước theo mùa, và các khu rừng trước đây bị suy thoái nặng nề. Loài này đang bị đe dọa do mất môi trường sống.